# Demo ’88

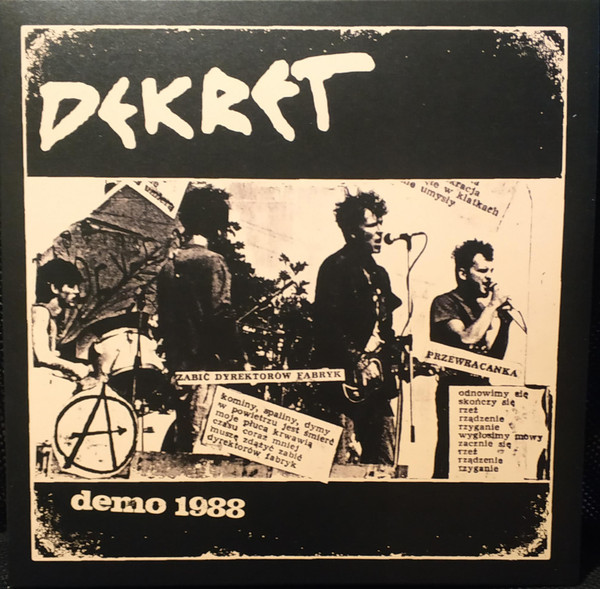
DEKRET - DEMO 1988 okładka płyty.

DEMO 1988 – pierwszy album na płycie winylowej punkrockowego zespołu Dekret, wydany przez Pasaran Records i Warsaw Punk w 2020 roku.

## Powstanie
Nagrań dokonano  w Kielcach jesienią 1988 roku. Album został wydany w 1988 roku na MC w małym nakładzie przez zespół. W 2020 roku album został ponownie wydany w formie i LP przez No Pasaran Records i Warsaw Punk.

## Lista utworów
Źródło: Discogs

### LP (2020)
1. A1 Morowe Powietrze
2. A2 Strach I Beznadziejność
3. A3 Ona
4. A4 Zabijam Się
5. A5 Dyrektorzy Fabryk
6. A6 Przewracanka
7. B1 Ja Wiem
8. B2 Generał
9. B3 Propaganda
10. B4 Czerwona Chmura
11. B5 Ekscytuje Mnie

## Wykonawcy
Źródło: Discogs
- Piotr Stanek – wokal
- Marek Gawęcki – gitara basowa
- Jarosław Pisarski – gitara elektryczna
- Artur Kobus – perkusja
- Alek Kwinta – gitara elektryczna